# Aleksander Panov
Aleksander Panov, sovjetski (ruski; rusko Александр Панов) rokometaš, * 13. januar 1946.
Leta 1972 je na poletnih olimpijskih igrah v Münchnu v sestavi sovjetske rokometne reprezentance osvojil peto mesto.